# 23.ª Divisão de Montanha Waffen SS Kama (2.ª Croata)
A 23.ª Divisão de Montanha Waffen SS Kama (2.ª Croata) foi  uma divisão de Infantaria de Montanha das Waffen-SS durante a Segunda Guerra Mundial. Era composta por oficiais alemães de soldados bosníacos. A sua designação, Kama tem origem numa pequena adaga usada pelos pastores dos Balcãs. Foi criada em 19 de Junho de 1944 a partir da 13.ª Divisão de Montanha da Waffen SS Handschar, mas nunca chegou a atingir a dimensão de uma divisão e nunca entrou em acção formal.
Alguns dos elementos desta divisão, lutaram por pouco tempo contra as forças Soviéticos no sul da Hungria no início de Outubro de 1944, juntamente com a 31.ª Divisão de Granadeiros Voluntários SS. Retirados da linha da frente na Hungria, foram mobilizados para o estado-fantoche alemão, o Estado Independente da Croácia, para se juntar à 13.ª Divisão SS quando os bósnios muçulmanos da divisão Kama se revoltaram em 17 de Outubro de 1944. Como resultado, a divisão foi formalmente dissolvida em 31 de Outubro de 1944.

## Composição
- 55.º Regimento de Infantaria de Montanha de Voluntários SS
- 56.º Regimento de Infantaria de Montanha de Voluntários SS
- 23.º Regimento de Artilharia de Montanha de Voluntários SS
- 23.º Batalhão de Reconhecimento de Montanha SS
- 23.º Batalhão Anti-tanque SS
- 23.º Batalhão de Engenharia de Montanha SS
- 23.º Batalhão de Comunicações de Montanha SS
- 23.º Batalhão de Defesa Anti-aérea SS
- 23.º Tropas de Abastecimentos SS